# Черватто
Черватто (итал. Cervatto) — коммуна в Италии, располагается в регионе Пьемонт, в провинции Верчелли.
Население составляет 53 человека (2008 г.), плотность населения составляет 6 чел./км². Занимает площадь 9 км². Почтовый индекс — 13025. Телефонный код — 0163.
Покровителем населённого пункта считается святой Рох.

## Демография
Динамика населения:

## Администрация коммуны
- Официальный сайт: